# Monilinia
Monilinia és un gènere de fongs ascomicots de l'ordre dels helotials (Helotiales), família Sclerotiniaceae. És un fitopatogen que causa la moniliosi en fruiters de la família de les rosàcies.

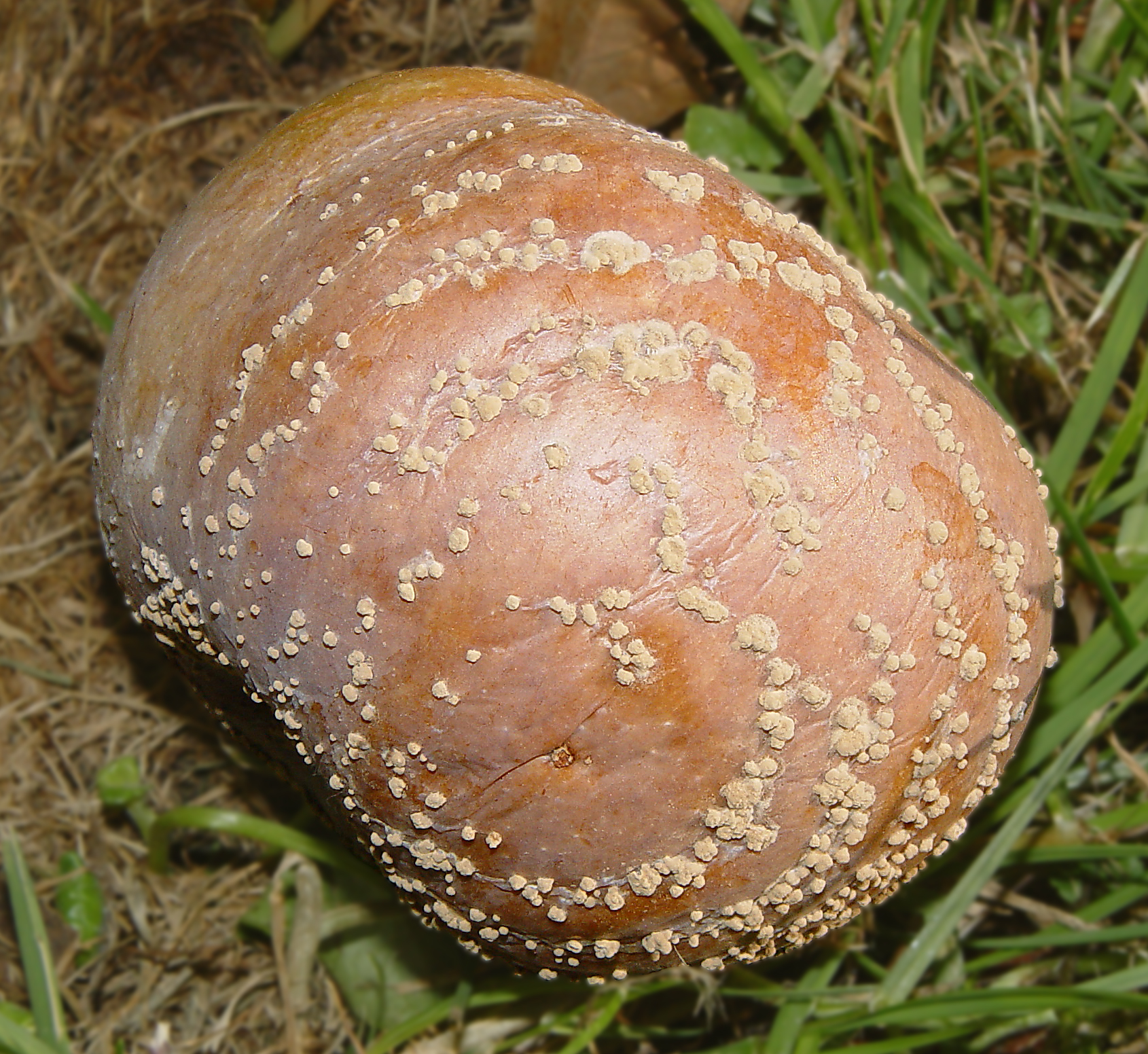
Poma momificada per l'atac de la Monilia.

## Danys
La moniliosi és una malaltia dels arbres fruiters provocada per dues espècies de fongs del gènere Monilinia també anomenada Monilia; Monilia fructigena ataca principalment els fruits de llavor, Monilia laxa en canvi ataca els fruits de pinyol.
La moniliosi penetra en el fruit per les ferides de les pedregades o picades i mossegades d'insectes, els cops pels becs dels ocells, etc. Un clima humit al moment de la florida afavoreix l'aparició de la moniliosi. Els fruits es recobreixen aleshores d'una taca marró i de punts blancs repartits en cercles concèntrics ordenats. Els fruits resten sobre l'arbre momificats sense caure.

## Història
El 1796, Persoon va descriure per primera vegada els conidis d'una espècie que ell anomenà Torula fructigena. L'espècie actualment es diu Monilia fructigena.

## Espècies afectades
Gairebé totes les espècies fruiteres de la família rosàcia són sensibles a la moniliosi (pomera, perera, cirerer, prunera, presseguer, codonyer, albercoquer i ametller), però hi ha cultivars resistents a aquests fongs.

## Prevenció
Per evitar-ne la transmissió convé cremar els fruits i les branques afectades i fer-ho lluny de l'arbre. També cal rentar-se les mans després de tocar fruits infectats.
Aquest fongs hibernen a les aspreses de l'arbre. Es poden tractar amb fungicides com el brou bordelès.